# دايكي كاواموتو
دايكي كاواموتو (باليابانية: 川戸 大樹) (5 أبريل 1994 في هيوغو في اليابان – )؛ هو لاعب كرة قدم سابق كان يلعب كلاعب وسط.

## وصلات خارجية
- دايكي كاواموتو على موقع رابطة كرة القدم اليابانية للمحترفين (اليابانية)
- دايكي كاواموتو على موقع Soccerway.com (الإنجليزية)